# Moimacco
Moimacco (friuli nyelven Muimans) település Olaszországban, Friuli-Venezia Giulia régióban, Udine megyében. Lakosainak száma 1620 fő (2023. január 1.). Moimacco Faedis, Remanzacco, Cividale del Friuli, Premariacco és Torreano községekkel határos.

## Népesség
A település népességének változása:
| Lakosok száma | 1688 | 1678 | 1620 |
|               | 2017 | 2018 | 2023 |